# Ex aequo
Ex aequo (in latino ex æquo, "alla pari") è una locuzione latina il cui significato è "parità di posizione" al termine di una competizione o in una classifica finale.

## Descrizione
L'espressione trova applicazione in quei casi in cui, laddove sia necessario ricorrere a una graduatoria (in genere in una competizione o concorso), si abbiano due o più concorrenti posizionati allo stesso livello di merito.